# Йоган Шільцер
Йоган Шільцер (пол. Szilcer), також А. (I.) Шюльтцер (нім. Schültzer, або нім. von Schulzer, Й. Шильцер) — німецький архітектор, інженер, військовик, будівничий, що працював у Галичині. Також — комендант Станиславівської фортеці. У збірці Національного архіву у Кракові зберегли кілька листів, які він написав Евстахієві Потоцькому.
Роботи
- будівничий костелу в Тисмениці, за абрис отримав бочку вина і 400 злотих польських, за нагляд над будівництвом — бочку вина вартістю 14 дукатів і 252 злотих польських[9].
- будівничий церкви Воздвиження Чесного Хреста (Бучач, нині Тернопільська область, 1753—1770) і нового палацу Миколи Василя Потоцького в південно-західній частині міста[7]
- Збігнев Горнунг стверджував, що Шільцер був автором проєктів церкви Святої Покрови у Бучачі (з цим погоджуються Ян К. Островський,[3] Михайло Станкевич[6]; Віра Стецько вважала, що, імовірно, він її проєктував[2]) та вірменського костелу в Тисмениці (із твердженням Горнунга погоджується Ян К. Островський)[3].
- Ян К. Островський (пол. Jan K. Ostrowski) стверджував, що З. Горнунг пробував приписати Шільцеру авторство проєкту Вірменської церкви Івано-Франківська[3].
- Яцек Хшонщевський стверджував, що З. Горнунг припускав, що автором проєкту Вірменської церкви був капітан станиславівської фортеці А. Шюльтцер[4].